# Atractocerus kreuslerae
Atractocerus kreuslerae är en skalbaggsart som beskrevs av Francis Polkinghorne Pascoe 1864. Atractocerus kreuslerae ingår i släktet Atractocerus och familjen varvsflugor. Inga underarter finns listade i Catalogue of Life.